# Eucera penicillata
Eucera penicillata là một loài Hymenoptera trong họ Apidae. Loài này được Risch mô tả khoa học năm 1997.